# 2017年减税与就业法案
2017年减税与就业法案（英語：Tax Cuts and Jobs Act of 2017），全名《以2018财年预算决议中第二章和第五章作为依据的调和法案》，是美国国会为简化1986年《國內稅收法》而提出的一项法案，以期改革及降低个人与企业的税率。该法案采用国会预算调和法案的形式，同时试图削减一些税收扣除项目。这是唐纳德·特朗普政府大力推動並成功通過的税改方案。

## 內容
法案施行後，将在10年内預料會增加1.7兆美元的预算赤字。同时未来10年间，企业（包括C类公司以及合伙企业、S类公司等纳税中间实体）将减税1.1兆美元，而个人将减税2000亿美元。此外，富人需缴纳的遗产税将逐渐减少、直至最终完全废除，预计这些富人将从中获得1500亿美元的税收利益。根据这一法案，大多数纳税人将得以减税，但仍有少部分纳税人的纳税额会上升。此外，个人获得的减税利益将随时间逐渐消减，这也意味着得以享受减税的人数也将会减少。此外，法案因針對早前沒法廢除的患者保護與平價醫療法案（歐巴馬健保），提出容許國民自2019年不用強制納保，這也是歐巴馬健保重要的原則之一。

## 表決及生效
该税改法案由得克萨斯州联邦众议员凯文·布拉迪于2017年11月2日向众议院提出。同月9日，众议院筹款委员会通过了此项法案，并得以提交众议院全体投票表决。其中委员会内所有共和党籍议员全都赞成法案，民主党籍议员则都持反对意见。16日，众议院最终以227－207通过了该法案。所有民主党籍众议员都投了反对票，而共和党籍众议员中亦有13人投票反对。同日，参议院财政委员会也以14－12的投票结果通过了这项法案。参议院最终以51－49通过了该法案。所有民主党籍参议员都投了反对票。其後眾議院以227票贊成，203票反對下覆決參議院通過的稅改法案，參議院亦于12月20日以51票贊成，48票反對再度覆決眾議院法案，並于同日再度由眾議院覆決。12月22日經總統唐纳·川普簽署後生效。

## 影響
《2017年減稅與就業法案》大概每年為經濟增長貢獻0.1%，工人薪酬平均增加750美元，遠少於特朗普政府的承諾。
國會預算辦公室 (CBO) 在 2018 年估計，2017 年法律將實際在十年內增加 1.9 兆美元预算赤字。此外，根據美國預算與政策優先中心(CBPP)的統計，數據顯示《2017年減稅與就業法案》的減稅優惠大部份流向富人，收入最高的 0.1% 家庭獲得了平均超過 25萬美元的減稅，收入最高 1% 的家庭則獲得平均超過 6 萬美元的減稅，而收入最低 60% 工薪家庭僅獲得平均500美元的減稅。研究也顯示企業稅率下調并未讓80%的大部份工人得到加薪，相反是大量企業高管薪酬得到大幅上漲。